# 有馬藤太
有馬 藤太（ありま とうた、天保8年（1837年） - 大正13年（1924年））は、幕末期の薩摩藩士。東山道総督府斥候。名は純雄。

## 生涯

### 幕末
薩摩藩砲術師範有馬藤太（同名）の長男に生まれる。小野郷右衛門に飛太刀流を学び、十九歳で師範代になるほどの腕前だった。特に抜刀術を得意としたという。伊地知正治に引き立てられた。
慶応4年（1868年）1月に戊辰戦争が勃発すると、4月に東山道総督府の斥候を命じられ、香川敬三率いる一隊に従軍して宇都宮へ向かった。
途中、流山に旧幕府軍が駐屯しているという報告を聞き、不意をついて甲陽鎮撫隊（新選組）の陣屋を包囲。局長近藤勇に降伏を勧告し、これに応じた近藤を越谷まで連行することになった。
その後、結城城奪還など北関東の鎮撫にあたる。14日、一時江戸に帰還したが、板橋に拘留されている近藤の処刑には強く反対したと伝えられる。その後、前線に復帰後し、22日に壬生城の戦闘で旧幕府軍に対して獅子奮迅の活躍をするが、数箇所に銃弾を浴びる重傷を負い、横浜の病院に送られた。退院後、自分の知らないうちに近藤勇が4月25日に斬首されたことを知って、大いにその不当を香川らになじったという。

### 明治維新後
弾正台、司法省官吏を務めて明治政府に出仕。明治六年政変で西郷隆盛が下野したときに辞職し、銀座煉瓦街で代言人の看板を立てる。ともに下野し、彦根で近代教育を志していた大東義徹の私学校視察を後援するなど、県外の有志を積極的に鹿児島の人士と引き合わせた。明治10年（1877年）の西南戦争に際し、直前まで桐野利秋に私学校沸騰の統制を求めた。大阪で有志を募り、挙兵して、その功で西郷軍に加わろうとしたが、警察に仲間が摘発されて失敗し、有馬も1年ほど拘束された。
その後、民間企業に就職し、ついには満州に渡り、虎公園の管理人等をしていたという。
晩年、東京へ戻り、世田谷にて他界。享年88。『維新史の片鱗』という著書を遺している。

## 演じた俳優
- 萬屋錦之介 『新選組』1969年、東宝
- 国田栄弥 『燃えよ剣』1970年、NET
- 渥美国泰 『新選組始末記』1977年、TBS
- 古田新太 『新選組!』2004年、NHK大河ドラマ